# Liste de personnalités liées à Clichy
Cet article liste les personnalités liées à Clichy, commune des Hauts-de-Seine.

## Autres personnalités

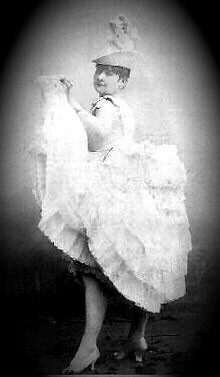
La Goulue, la favorite de Toulouse-Lautrec.

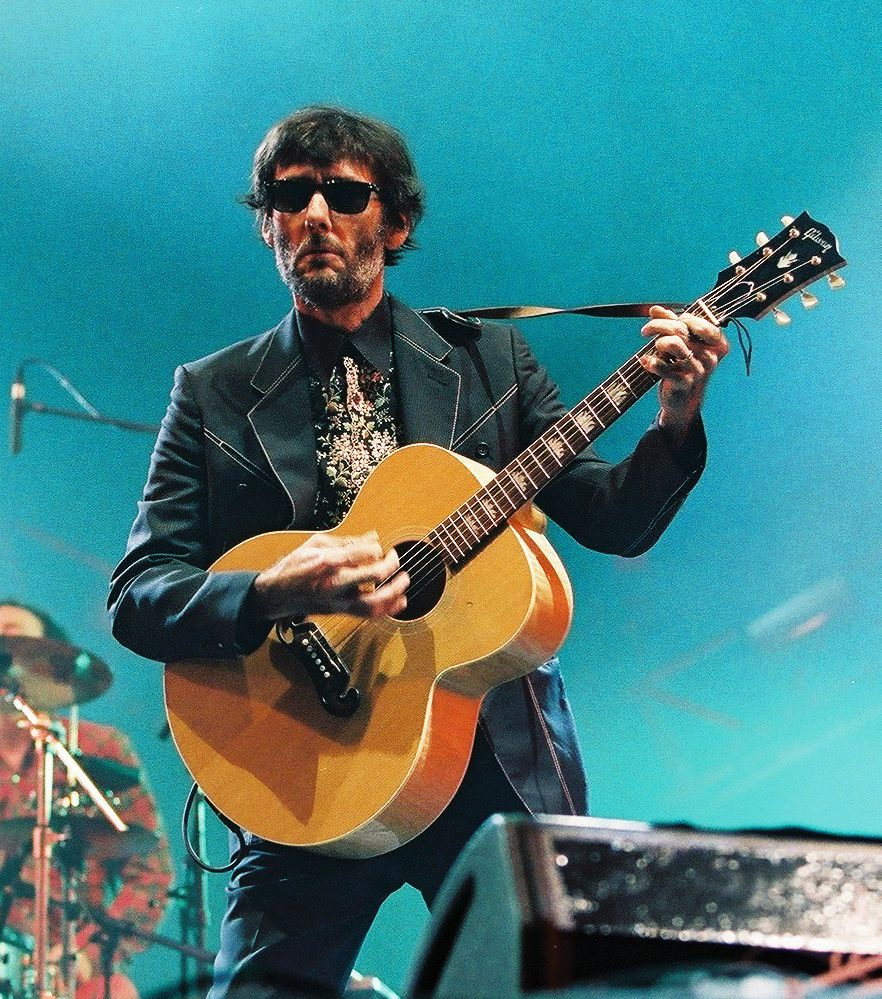
Fred Chichin (Les Rita Mitsouko) (1954-2007).

### Nées à Clichy
- Antoine Hennequin (1786-1840), avocat à la cour royale, homme politique, député du Nord né à Clichy-la-Garenne.
- Edme Bernard Gauthier d'Hauteserve (1792-1868), homme politique né à Clichy-la-Garenne, député des Hautes-Pyrénées de 1831 à 1845.
- Louise Joséphine Weber, dite La Goulue (1866-1929), danseuse au Moulin Rouge et sujet favori de Toulouse-Lautrec
- René Arcos (1880-1959) poète et romancier
- Sidonie Vaillant (1883-1966), militante anarchiste française, fille d'Auguste Vaillant
- Marcel Galey (1905-1991), international français de football
- Robert Bluteau (1914-1985), professeur de physique-chimie, directeur de lycée technique, peintre et dessinateur
- Yvon Sarray (1917-1990), acteur
- Simone Barillier (1917-2013), Miss Paris 1933, Miss France 1934, actrice
- Jacques Bodoin (1921-2019), artiste de music-hall
- Claudine Béréchel (1925-2011), artiste peintre, sculpteur, graveur et médailleur
- Pierre Vidal (1927-2010), organiste et musicographe
- Jacques Mesrine (1936-1979), ennemi public numéro 1 dans les années 1970
- Marina Vlady (1938), comédienne
- Jean-Jacques Guillet (1946), homme politique
- Jeanine Claes (1947-2019), artiste, danseuse, chorégraphe et professeur de danse
- Jean Veil (1947), avocat français
- Patrick Poivey (1948-2020), acteur
- Jean-Luc Rougé (1949), judoka et gloire du sport
- Patrick Sève (1952), homme politique français
- Pierre-François Veil (1954), avocat français
- Fred Chichin (Les Rita Mitsouko) (1954-2007)[note 1]
- Didier Martin (1956), homme politique français
- Éric Halphen, (1959), magistrat français,
- Olivier Cadic (1962), homme politique français
- Christophe Carrière (1964), journaliste, écrivain et critique de cinéma
- Matthieu Pigasse (1968), homme d'affaires
- Thomas Piketty (1971), économiste et professeur en économie
- Guilherme Mauricio (1974), footballeur, meilleur buteur de toute l'histoire de la Ligue 2
- Féfé (1976), rappeur et chanteur
- Kamel Laadaili (1976), acteur
- Steed Tchicamboud (1981), basketteur, champion de France Pro A, vice-champion d'Europe de Basket (2011) en équipe de France
- Gwladys Épangue (1983), internationale française de Taekwondo
- Marie-Flore (1986) chanteuse
- Shirley Souagnon (1986), humoriste et comédienne
- Sabrine Goubantini (1987), femme politique
- Hasna Aït Boulahcen (1989-2015), cousine maternelle du terroriste Abdelhamid Abaaoud, morte avec lui lors de l'assaut de Saint-Denis[1],[2]

### Mortes à Clichy
- Saint Ouen, mort le 24 août 684, au palais royal
- Pierre Joseph Pelletier (1788-1842), un pharmacien et chimiste français
- Léon Galand (1872-1960), peintre et illustrateur français
- Germaine Pichot (1880-1948), danseuse de cabaret proche de Picasso, gérante de La Maison Rose de Montmartre avec son époux Ramon Pichot
- Louis Rustin (1880-1954), déposa en 1903 les brevets de la rustine
- Charles Ecila (1882-1964), pseudonyme d'Alexandre Chomel, journaliste, critique littéraire et parolier
- Berthe Quiquemelle (1884-1967), peintre française
- Arsène Alancourt (1892-1965), coureur cycliste, arrive premier à la 13e étape du Tour de France 1924 : Strasbourg-Metz 300 km. Il est né à Paris et mort à Clichy, mais inhumé en Sologne. Il fonda une entreprise de transport à Clichy.
- Lucien Nat (1895-1972), acteur
- Olivier Messiaen (1908-1992), compositeur
- Emmanuel Levinas (1905-1995), philosophe
- Mireille Balin (1909-1968), actrice. Elle est enterrée à Saint-Ouen 41e division
- Amidou (1935-2013), acteur franco-marocain
- Carlos (1943-2008), chanteur, acteur et fantaisiste français
- Népal (1990-2019), rappeur français

### Autres

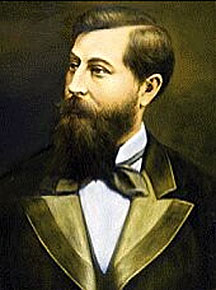
Léo Delibes.

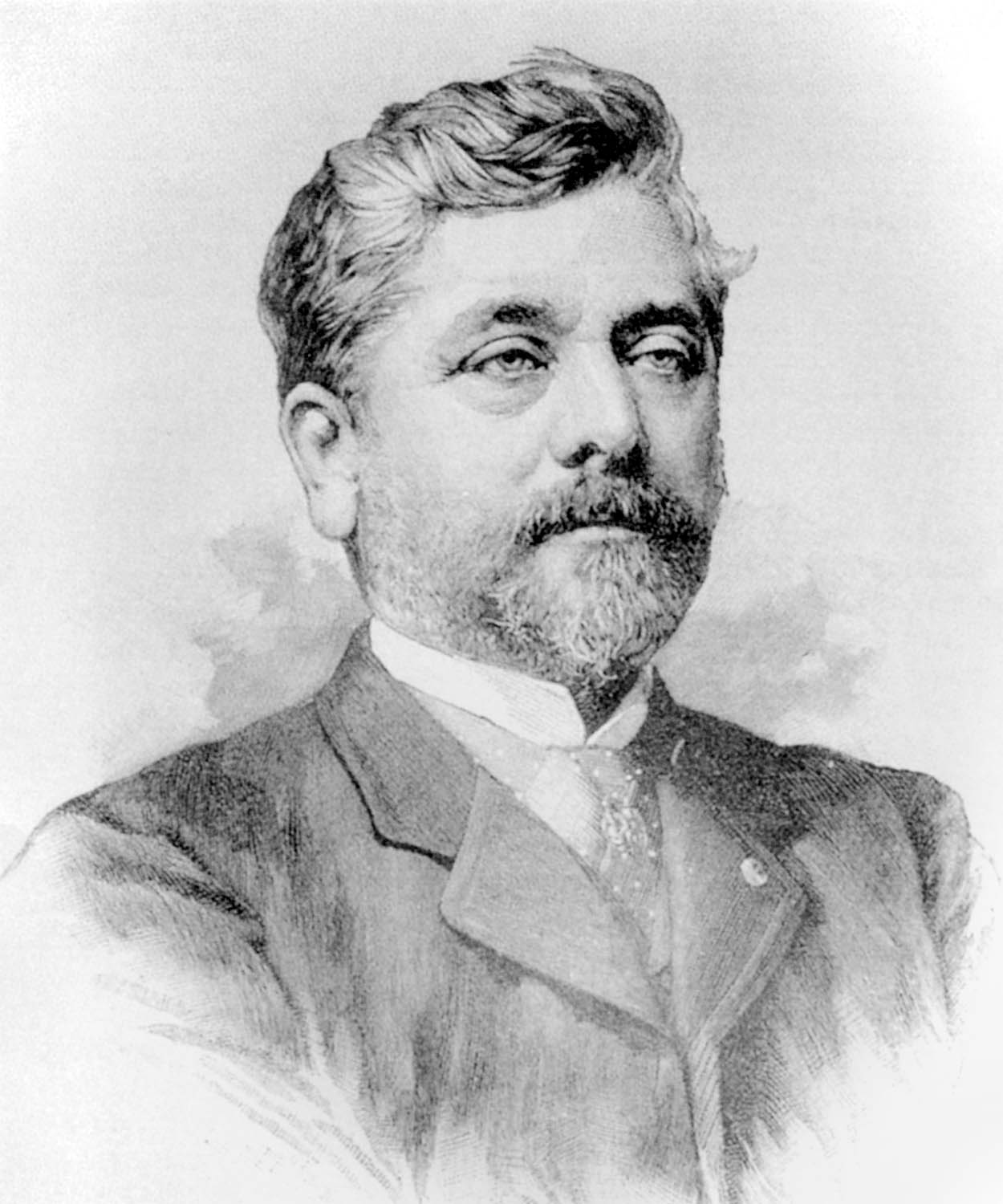
Gustave Eiffel.

- Le cabaret Chez le père Lathuille était situé juste après la barrière de Clichy à Clichy[3].
- Amand de Maastricht, né vers 584 et mort vers 679, y réside.
- Sophie Arnould né en 1740 et mort en 1802, actrice et cantatrice, y a résidé.
- Philippe Auguste, roi de France, y a sa résidence.
- Pierre Bérégovoy né en 1925 et mort en 1993, Premier ministre.
- Serge Betsen né en 1974, rugbyman, troisième ligne aile au sein du Biarritz olympique et de l'équipe de France.
- Joseph Joanovici né en 1905 et mort en 1965, ferrailleur à Clichy, collabo et résistant, milliardaire qui meurt ruiné en 1965
- Georges Bizet né en 1838 et mort en 1875, compositeur de musique.
- Louis-Ferdinand Céline, réside à Clichy de 1927 à 1929, écrivain.
- Alain Chamfort, réside de sa naissance en 1949 à 1952.
- Gaucher III de Châtillon, premier seigneur féodal de cette ville.
- Le financier Antoine Crozat (1655-1738) possédait une maison à Clichy.
- Dagobert Ier, VIIe siècle, roi des Francs y a sa résidence.
- Léo Delibes, compositeur marié à Léontine Estelle Denain, réside chez sa belle mère.
- Mademoiselle Denain, sociétaire de la Comédie Française, y réside.
- Claude Debussy, compositeur de musique.
- Jacques Delors, en 1983-1984, ministre des Finances, ancien maire.
- Louis Joseph de Vendôme, (1654-1712) petit-fils du roi Henri IV séjourna dans sa maison de campagne.
- Gustave Eiffel, réside à Clichy à partir de 1856.
- Georges Guérin (1891-1925), fondateur de la JOC en France.
- Joseph Joanovici né en 1905 et mort en 1965, ferrailleur, fournisseur de métal pour les autorités allemandes pendant l'Occupation, mais aussi pourvoyeur de fonds pour la Résistance, et peut être même agent du Komintern
- Henri Désiré Landru né en 1869 et mort en 1922, criminel.
- Auguste Lecanu, historien de Clichy
- Souleymane M'Baye né en 1975, boxeur professionnel
- Henry Miller né en 1891 et mort en 1980, écrivain américain, a vécu dans la commune, près de la Porte de Clichy, au no 4 avenue Anatole-France, 1932–1934[4], auteur de Jours tranquilles à Clichy.
- Nâdiya né en 1973, chanteuse.
- L'abbé Narbey, historien de Clichy
- Gabriel Péri né en 1902 et mort en 1941 journaliste, homme politique et résistant vivra clandestinement à Clichy pendant l'Occupation
- Alena Popchanka, nageuse, membre de l'équipe de France, médaillée aux championnats du Monde et d'Europe de natation.
- Juliette Récamier (1777-1849), femme de lettres, habita le château de Clichy
- Rutebeuf, XIIe siècle, poète.
- Didier Schuller, directeur de l'office HLM des Hauts-de-Seine, ancien chef de l'opposition municipale au maire actuel, conseiller général dans le canton de à Clichy.
- Henri de Toulouse-Lautrec, peintre.
- Lise Stoufflet, peintre, y réside.
- Hélène Vallier, comédienne, y demeura.
- Olga Varen né en 1928 et mort en 2009, comédienne, y demeura.
- Philippe de Vendôme achète une maison, connue sous le nom de Pavillon Vendôme, pour sa maitresse Françoise Moreau, danseuse tragédienne.
- Odile Versois né en 1930 et mort en 1980, comédienne, y demeura.
- Saint Vincent de Paul, curé de Clichy de 1612 à 1625.
- Adèle Exarchopoulos, actrice, né en 1993 a grandi à Clichy.

### Note
1. ↑  « ses grands-parents maternels, d'origine auvergnate, tenaient un café, au 22, rue Klock à Clichy »